# الأمر التنفيذي 13767
الأمر التنفيذي 13767 وهو بعنوان تحسين الحدود الأمنية وتحسين أوضاع الهجرة هو أمر تنفيذي أصدره رئيس الولايات المتحدة دونالد ترامب في 25 يناير 2017م. يوجه الأمر ببناء جدارًا على طول الحدود بين المكسيك والولايات المتحدة الأمريكية. في 22 ديسمبر 2018 دخلت الحكومة الفيدرالية حالة إغلاق بسبب طلب ترامب مبلغ 5.6 مليار دولار من الأموال الفيدرالية لبدء العمل على الجدار. اعتبارًا من 12 يناير 2019 يمثل إغلاق الحكومة الفيدرالية أطول فترة إغلاق بسبب الميزانية في تاريخ الولايات المتحدة.
كان الجدار بمثابة وعد رئيسي للحملة الرئاسية للرئيس ترامب. صرح ترامب في خطابه الإعلاني في عام 2015 بأن «المكسيك ستدفع تكاليف بناء الجدار»، وقد صرح الرئيس المكسيكي إنريكه بينيا نييتو بأن البلاد «لن تدفع أبدًا مقابل الجدار». تسعى إدارة ترامب للحصول على تمويل بقيمة 18 مليار دولار.
في أواخر عام 2017 دفعت وزارة الأمن الوطني نحو 3 ملايين دولار لبناء ثمانية نماذج أولية بالقرب من سان دييغو بولاية كاليفورنيا، حيث أنفق دافعو الضرائب المحليون ما يقرب من 2.3 مليون دولار. في نوفمبر عام 2017 فازت شركة إس دبليو إف لأعمال البناء بعقد قيمته 18 مليون دولار ليحل محل الجدار الموجود على مسافة 2 ميل في كاليكسيكو بولاية كاليفورنيا. بدأ البناء في فبراير 2018.

## الأحكام
يوجه الأمر الإدارات والوكالات التنفيذية إلى نشر كل الوسائل القانونية لتأمين الحدود الجنوبية للأمة، ومنع المزيد من الهجرة غير القانونية إلى الولايات المتحدة، وإعادة الأجانب غير الشرعيين بسرعة وبشكل ثابت وإنساني، وينص على أنه «إنها سياسة الفرع التنفيذي لتأمين الحدود الجنوبية للولايات المتحدة من خلال البناء الفوري لجدار مادي على الحدود الجنوبية».

### التمويل
إن الأمر التنفيذي الذي تم توقيعه في 25 يناير 2017 يدعو إلى بناء «جدار على طول الحدود الجنوبية» ويعرّف الجدار بأنه «جدار مادي متلاصقة أو أي حاجز مادي آمن ومتصل».
لم يحدد الطلب تكلفة مشروع الجدار.وقدر تقرير داخلي صادر عن وزارة الأمن الداخلي حصلت عليه رويترز في فبراير 2017 أن الجدار الحدودي المقترح من قبل ترامب سيستغرق بنائه ما بين 6 إلى 12 سنة، وتكلفته 21.6 مليار دولار. كانت التكلفة أعلى من التقديرات التي قدمها ترامب خلال الحملة، ويرجع ذلك جزئيًا إلى دخول مسألة الوقت وتكلفة الحصول على الأراضي الخاصة المطلوبة على الحدود. 

### التصميم والتخطيط
في فبراير 2017 صرح ترامب أن «الجدار يتم تصميمه الآن» لكنه لم يقدم تفاصيل. في مارس 2017 بدأت الجمارك وحماية الحدود الأمريكية قبول أفكار نموذجية لجدار حدودي أمريكي - مكسيكي من الشركات، وقالت إنها ستصدر طلبًا للمقترحات بحلول 24 مارس.
ذكرت وكالة أسوشيتد برس أن أكثر من 200 منظمة قد أعربت عن اهتمامها بتصميم وبناء الجدار الخاص بمكتب الجمارك وحماية الحدود. بحلول أبريل 2017 قامت العديد من الشركات بإصدار تصاميمها المقترحة للجمهور، وشملت الأفكار المختلفة التي قدمتها الشركات وضع الألواح الشمسية على طول جزء من الجدار، ووضع الأعمال الفنية على طول الجدار.

### ملكية الأراضي
يمتد حوالي ثلثي الحدود بين الولايات المتحدة والمكسيك على طول الأراضي الخاصة أو المملوكة للدولة، وسوف تحتاج الحكومة الفيدرالية للحصول على هذه الأراضي من خلال الشراء أو الاستيلاء (نزع الملكية للمنفعة العامة) لبناء أي جدار حدودي. "من المرجح أن تكلف العملية ملايين الدولارات وقد تستغرق سنوات من التقاضي المعقدة"، كما كان الحال بالنسبة للحوائط الحدودية الموجودة مسبقًا. في طلب ميزانيته للكونغرس، طلب ترامب تخصيص ميزانية لعدد 20 محامٍ من وزارة العدل الأمريكية "لمتابعة الجهود الفيدرالية للحصول على الأراضي والمقتنيات الضرورية لتأمين الحدود الجنوبية الغربية. في عام 2017 قامت إدارة ترامب أيضًا إحياء إدانة التقاضي ضد ملاك الأراضي التي كانت نائمة في السابق لسنوات.

## الآثار

### العلاقات الأمريكية المكسيكية
تسبب أمر التنفيذ في توتر العلاقات بين الولايات المتحدة والمكسيك. خاطب الرئيس المكسيكي إنريكي بينيا نييتو المواطنين المكسيكيين عبر رسالة مسجلة، وأدان فيها أمر ترامب التنفيذي، وقال مرة أخرى إن المكسيك لن تدفع ثمن بناء الجدار. بعد نزاع على تويتر بين الرئيسين هدد ترامب بإلغاء الاجتماع المخطط له مع نييتو في واشنطن، قرر نييتو إلغاء الاجتماع بنفسه.
مخاطبة المؤيدين أدان السياسي المكسيكي المعارض أندريس مانويل لوبيز أوبرادور أمر الجدار ووصفه كإهانة للمكسيك، وطالب الحكومة المكسيكية بتحريك دعاوى ضد الحكومة الأمريكية في الأمم المتحدة.
في مارس 2017 تسلل عضو الكونغرس المكسيكي بروليو غويرا من كويريتارو بشكل غير قانوني داخل الأراضي الأمريكية، وعبّر جزئيًا من خلال سياج حدودي طوله 30 قدمًا على التراب الأمريكي والذي يقسم سان دييغو وتيخوانا، قائلاً إن بناء المزيد من الجدران ستكون غير فعالة. عارض رئيس أساقفة الروم الكاثوليك في المكسيك الجدار الحدودي، وكتب أن أي شركة مكسيكية تشارك في تشييد الجدار أو مواد الإمداد للبناء سترتكب «الخيانة ضد الوطن».

### ردود الفعل الدولية
في مؤتمر القمة السنوي لجماعة دول أمريكا اللاتينية ومنطقة البحر الكاريبي في يناير 2017، أدان ممثلون من بلدان أمريكا اللاتينية والكاريبي اقتراح بناء الجدار.
أشاد رئيس الوزراء الإسرائيلي بنيامين نتنياهو بالخطة واعتبرها "نجاحًا عظيمًا وفكرة عظيمة". وأعلن نتنياهو أن "ترامب على حق" وشبه الاقتراح بالحاجز الإسرائيلي في الضفة الغربية. بعد الاحتجاجات المكسيكية، أصدر مكتب رئيس الوزراء بيانًا قال فيه "إنه فخور بظروف إسرائيل الفريدة والتجربة الهامة التي لديها والتي ترغب في مشاركتها مع الدول الأخرى. لم تكن هناك أي محاولة لإبداء رأي بشأن العلاقات بين الولايات المتحدة والمكسيك.

### استجابة الجمعيات
أعرب بعض الخبراء عن شكوكهم حول ما إذا كان الجدار سيوقف الهجرة غير الشرعية بالفعل، أو إذا كان يستحق المليارات التي يتوقع أن تكلفها". لاحظ النقاد أن عدد المهاجرين غير الشرعيين في الولايات المتحدة قد انخفض جزئيًا لعدة سنوات قبل توقيع الأمر بسبب الركود الاقتصادي 2008.
ذكر جيل كيرليكوسكي المفوض السابق في الجمارك وحماية الحدود أن التضاريس الوعرة في صحراء أريزونا هي واحدة من العقبات الطبيعية الكثيرة في بناء الجدار. وقال كيرليكوفسكي أيضًا إن الحدود تضم حاليا ما مجموعه 700 ميل من السياج الحديد، وأن الحدود تتم مراقبتها بوسائل مختلفة، بما في ذلك الدراجات النارية والمركبات الرباعية الدفع والطائرات بدون طيار. وقال إن الطريقة الحالية كانت مفضلة على بناء الجدار.
بعد التوقيع على الأمر التنفيذي كتب جيسون ماركزاك من المجلس الأطلسي: "أحداث اليوم تشكل خطراً على الأمن والاقتصاد على المدى البعيد والطويل للولايات المتحدة. التعاون بين الولايات المتحدة والمكسيك بعيد المدى، يتم من خلال تبادل المعلومات الاستخبارية للقبض على تجار المخدرات، واستمرار تدفق البضائع التجارية التي تدعم سبل عيش ما يقرب من 5 ملايين عامل أمريكي.
كما لا يعالج الجدار الطرق البديلة لدخول الولايات المتحدة من المكسيك بما في ذلك حفر الأنفاق تحت الجدار أو السفر بواسطة القوارب أو الطائرات.

### الاستجابات المحلية
وجه الأمر التنفيذي 13767 إلى جانب أمر تنفيذي آخر وقعه ترامب في نفس اليوم «إدانة غاضبة» من بعض منظمات الحقوق المدنية وجماعات الدعوة للهجرة، والتي وصفت الأوامر بأنها «متواضعة ومكلفة، وقالت إن السياسات الجديدة سترفع مخاوف دستورية في حين تقوض التقاليد الأمريكية للترحيب بالناس من جميع أنحاء العالم». كما كانت بعض الشخصيات الدينية تنتقد بشكل كبير اقتراح الجدار الحدودي. تجمع مئات المواطنين في واشنطن سكوير بارك في مدينة نيويورك للاحتجاج على الأمر التنفيذي.
في الكونغرس أشاد بعض الجمهوريين بأمر ترامب التنفيذي، قال الأمريكي لامار سميث من سان أنطونيو تكساس إنه «يقدر ترامب ويحييه بسبب التزامه بشأن الهجرة»، أما السناتور الجمهوري رونالد جونسون من ويسكونسن قال إن الجدار سيوقف الهجرة غير الشرعية ويقارنه بالحاجز الإسرائيلي-المصري. كان أعضاء آخرون في الكونغرس من مناطق الكونجرس على طول الحدود المكسيكية أو بالقرب منهم قد تلقوا مواقف حرجة بسبب مسألة بناء الجدار، وهم ويل هيرد من سان أنطونيو تكساس، وهنري كويلار ديمقراطي من لاريدو تكساس، وجواكين كاسترو ديمقراطي من سان أنطونيو تكساس. وانتقد هورد الأمر بأنه «الطريقة الأكثر تكلفة والأقل فاعلية لتأمين الحدود»، في حين اعتبر كاسترو الجدار «إستراتيجية كسولة وغير فعالة».
يعارض معظم أعضاء «تحالف شرطة الحدود الجنوبية الغربية» وهم مجموعة من العمودين عبر الولايات الأربع الواقعة على الحدود بين الولايات المتحدة والمكسيك بناء الجدار، مشيرين إلى تكلفته الهائلة والصعوبات اللوجستية، قائلين إن الجدار سيكون أقل فعالية. برز توني استرادا وهو عضو في الائتلاف وعمدة مقاطعة سانتا كروز الحدودية في ولاية أريزونا منذ فترة طويلة كمنتقد صريح لمقترحات جدار ترامب، قائلاً إن الجدار لن يحبط عنف حرب المكسيك على المخدرات الذي يغذيه الطلب على المخدرات في الولايات المتحدة، من ناحية أخرى أشاد العديد من عمداء الجنوب الغربي بالمقترح ورحبوا به، كما قاموا بتفعيل عملية التمويل الجماعي لدعم البناء. قال القائد المعروف جو أربايو من مقاطعة ماريكوبا بولاية أريزونا الذي ظهر كمؤيد صريح لاقتراح جدار ترامب الحدودي إن الحاجز ضروري لوقف «إيصال الإرهابيين والمجرمين»، ووجه سؤال لمنتقدي بناء الجدار: ما هو الخطأ من بناء الجدار؟.

### تعطيل الحكومة الفيدرالية الأمريكية 2018-19
في يوم 22 ديسمبر 2018 بدأ تعطيل الحكومة الفيدرالية الأمريكية بعد أن رفض دونالد ترامب الموافقة على اتفاق تمويل قصير الأمد لعدم تضمنه 5.7 مليار دولار قيمة بناء الجدار الفاصل بين الولايات المتحدة والمكسيك. ويعتبر هذا الإغلاق هو الأطول في تاريخ الحكومة الأمريكية حيث تجاوز آخر أطول إغلاق للحكومة الفدرالية الذي استمر لـ21 يوم خلال عام 1995 في عهد بيل كلينتون.